# Serranus
Pour le consul romain, voir Caius Atilius Serranus.
Pour le personnage mythologique, voir Serranus (mythologie).
Genre
Synonymes
- Neanthias Norman, 1931
- Novanthias Whitley, 1937
- Paracentropristis Klunzinger, 1884
- Prionodes Jenyns, 1840

Les serrans (Serranus) forment un genre de poissons de la famille des Serranidae. 

## Description et caractéristiques
Ce sont des poissons osseux prédateurs macrophages des fonds rocheux et des herbiers atlantiques et méditerranéens. Présents sur les littoraux, on les trouve cependant jusqu'à une centaine de mètres de profondeur.
Ils sont proches des mérous par leur morphologie, notamment celle de leur bouche. Ils sont toutefois beaucoup plus petits (10 à 30 cm, selon les espèces), et portent des couleurs bigarrées, leur robe allant du brun-rouge au jaune et présentant parfois des taches violettes, vertes ou bleues, selon les espèces. Leur dos est rayé de bandes sombres verticales et, pour certains, horizontales.
Les serrans sont hermaphrodites.
Friands de crevettes, de petits poissons et de céphalopodes, ils constituent des proies faciles et courantes pour la pêche à la palangrotte. Ce sont des mets de choix pour les soupes, la bouillabaisse ou en simple friture.

## Liste des espèces
Selon FishBase (29 juillet 2016) :
- Serranus accraensis (Norman, 1931)
- Serranus aequidens Gilbert, 1890
- Serranus africanus (Cadenat, 1960)
- Serranus aliceae Carvalho Filho & Ferreira, 2013
- Serranus annularis (Günther, 1880)
- Serranus atricauda Günther, 1874
- Serranus atrobranchus (Cuvier, 1829)
- Serranus baldwini (Evermann & Marsh, 1899)
- Serranus cabrilla (Linnaeus, 1758) — Serran commun, Serran chèvre
- Serranus chionaraia Robins & Starck, 1961
- Serranus flaviventris (Cuvier, 1829)
- Serranus hepatus (Linnaeus, 1758) — Serran hépate, Serran à tache noire
- Serranus heterurus (Cadenat, 1937)
- Serranus huascarii Steindachner, 1900
- Serranus luciopercanus Poey, 1852
- Serranus maytagi Robins & Starck, 1961
- Serranus notospilus Longley, 1935
- Serranus novemcinctus Kner, 1864
- Serranus phoebe Poey, 1851
- Serranus psittacinus Valenciennes, 1846
- Serranus sanctaehelenae Boulenger, 1895
- Serranus scriba (Linnaeus, 1758) — Serran écriture
- Serranus socorroensis Allen & Robertson, 1992
- Serranus stilbostigma (Jordan & Bollman, 1890)
- Serranus subligarius (Cope, 1870)
- Serranus tabacarius (Cuvier, 1829)
- Serranus tico Allen & Robertson, 1998
- Serranus tigrinus (Bloch, 1790)
- Serranus tortugarum Longley, 1935

Selon Paleobiology Database (16 février 2019) :
- † Serranus occipitalis Agassiz[3], 1836

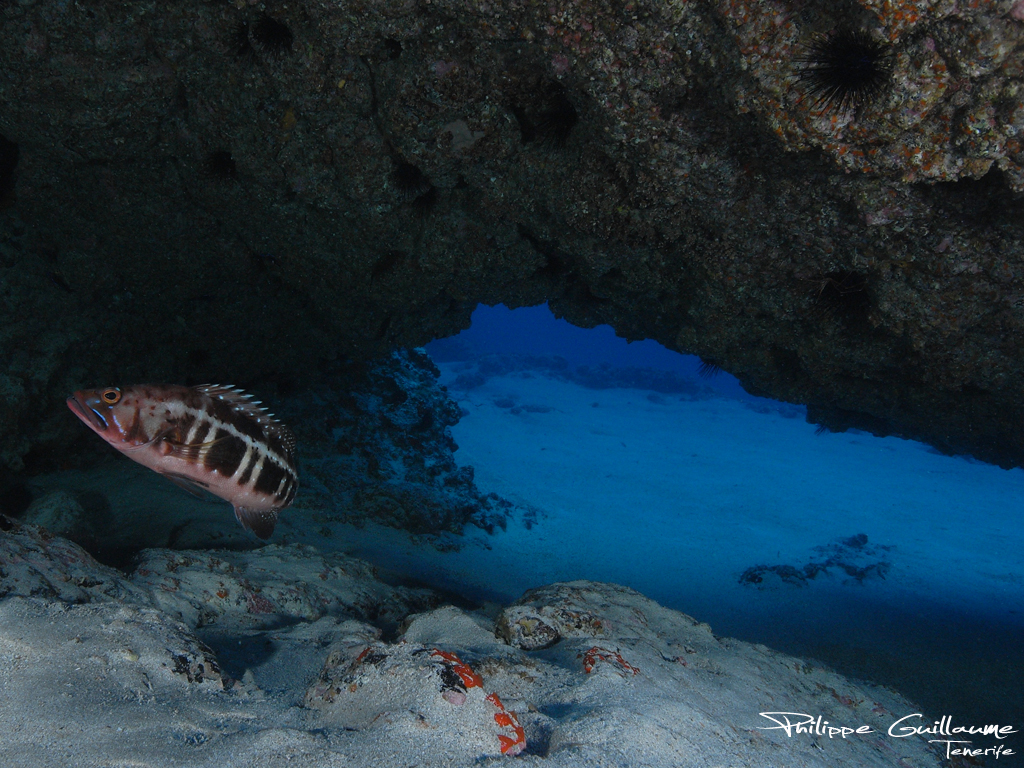
Serranus atricauda
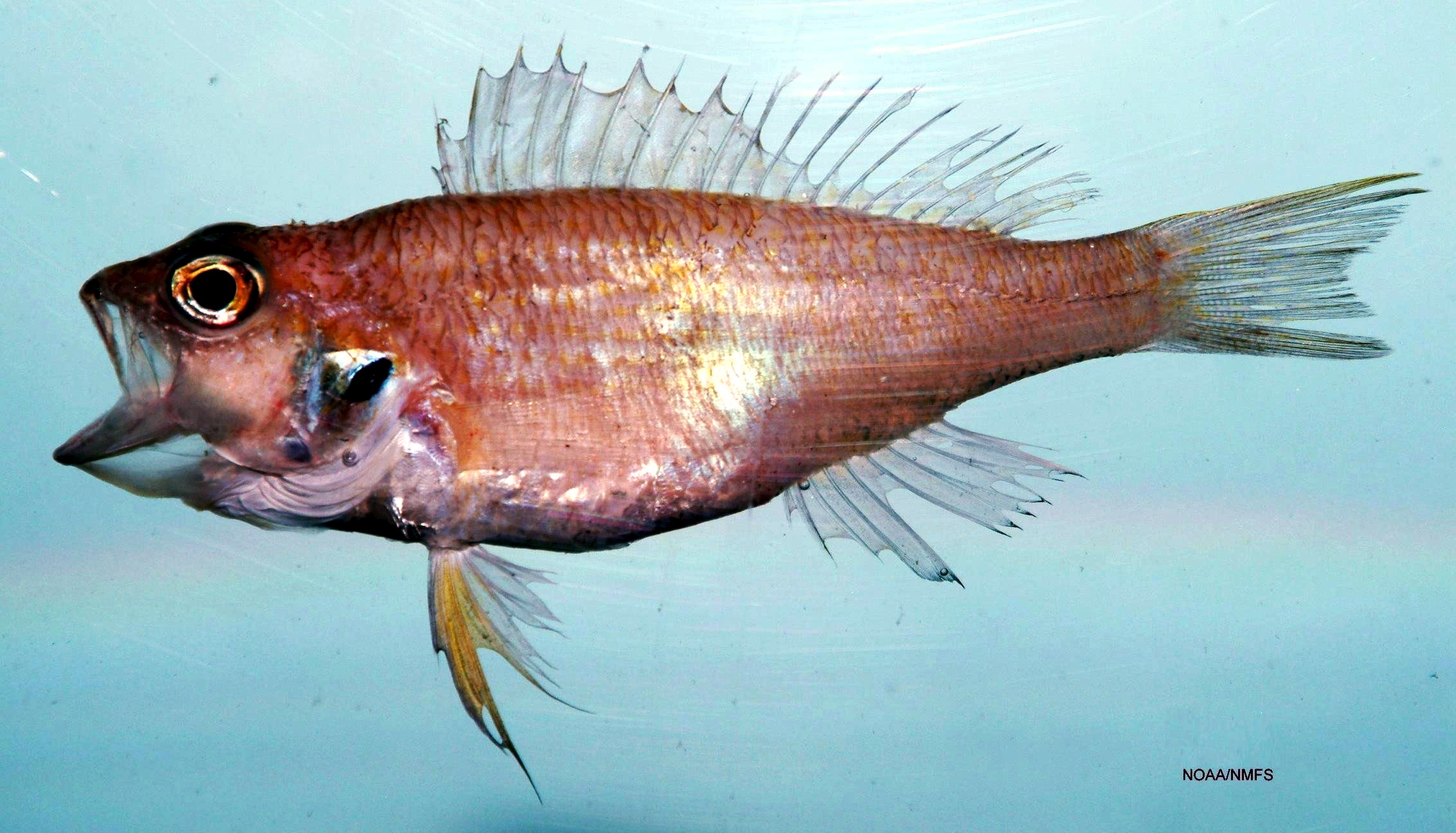
Serranus atrobranchus
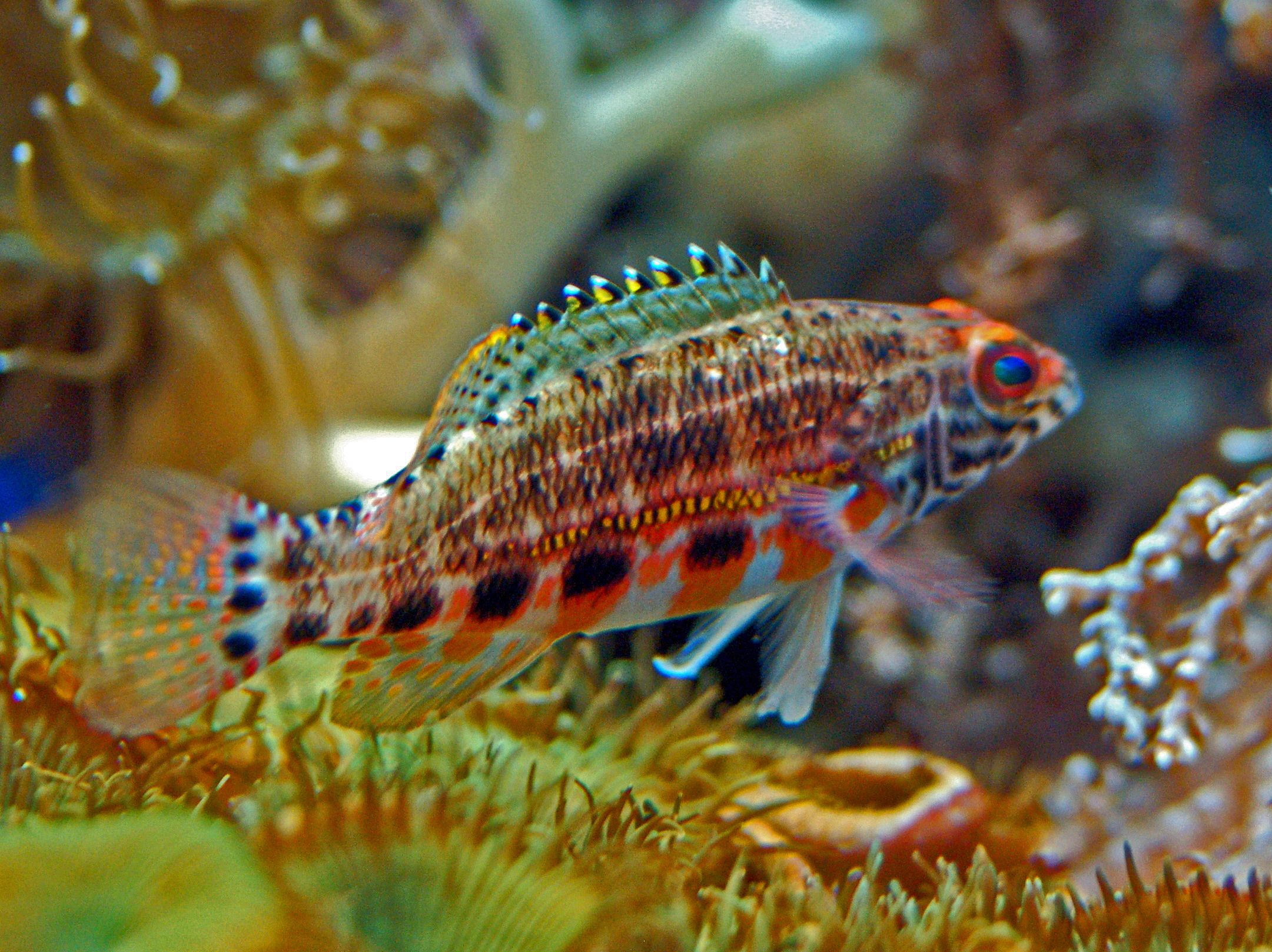
Serranus baldwini
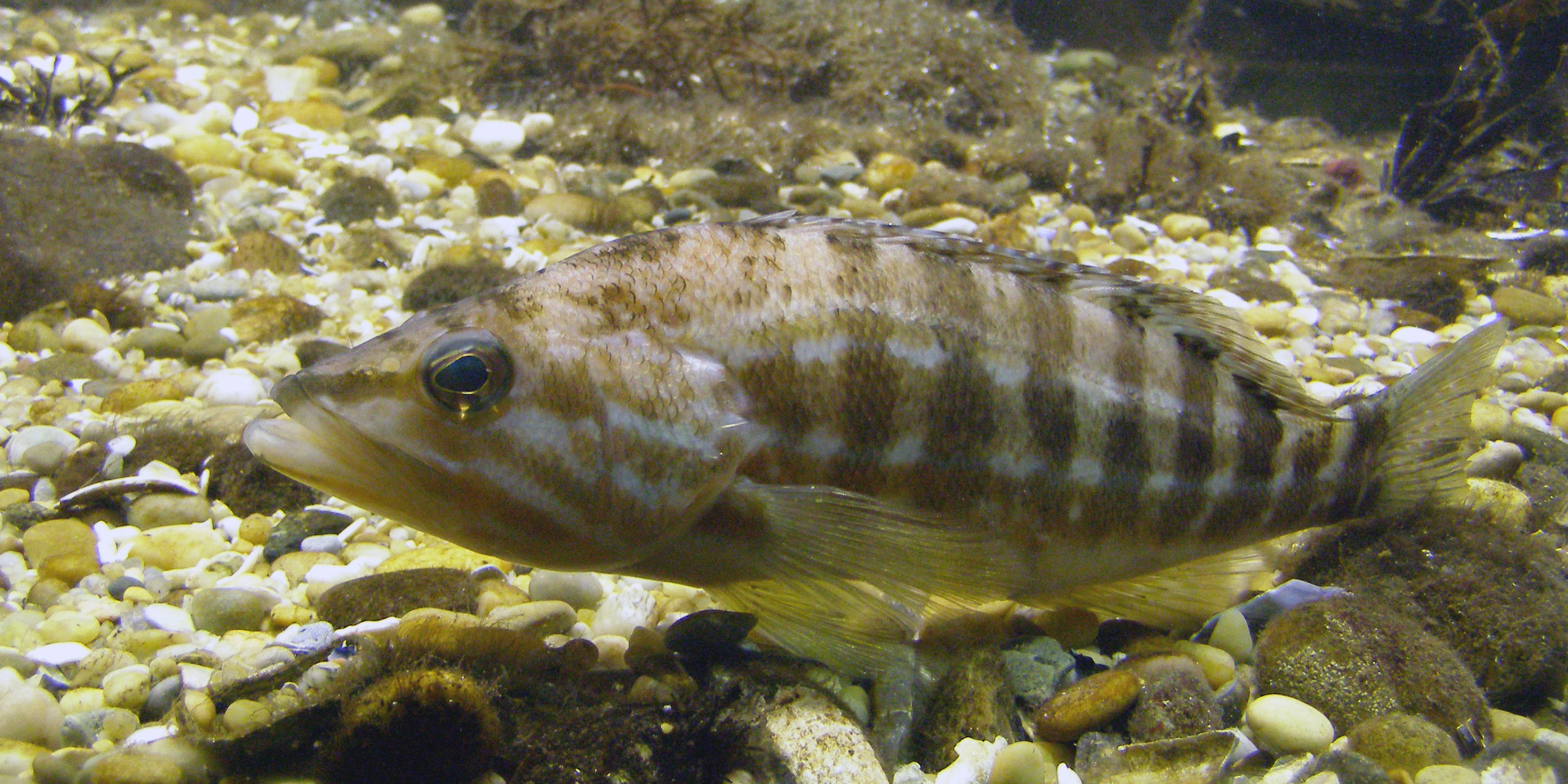
Serranus cabrilla
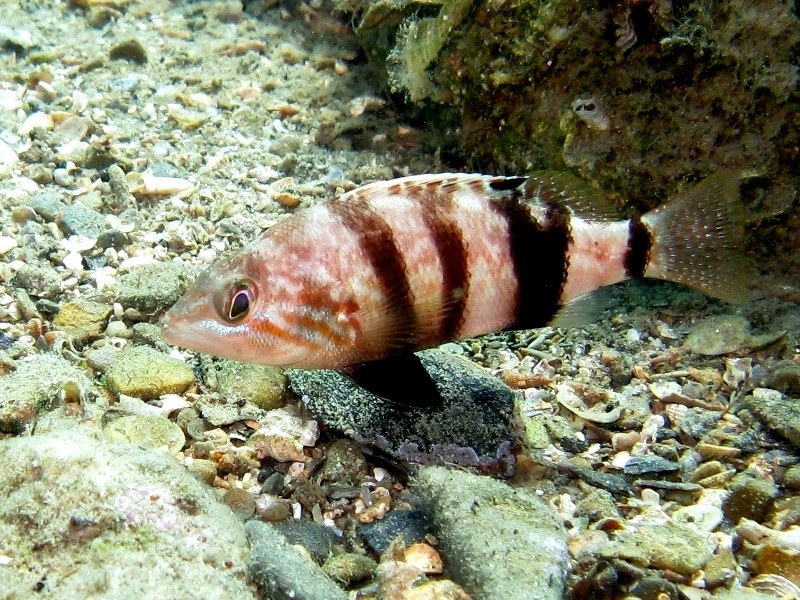
Serranus hepatus
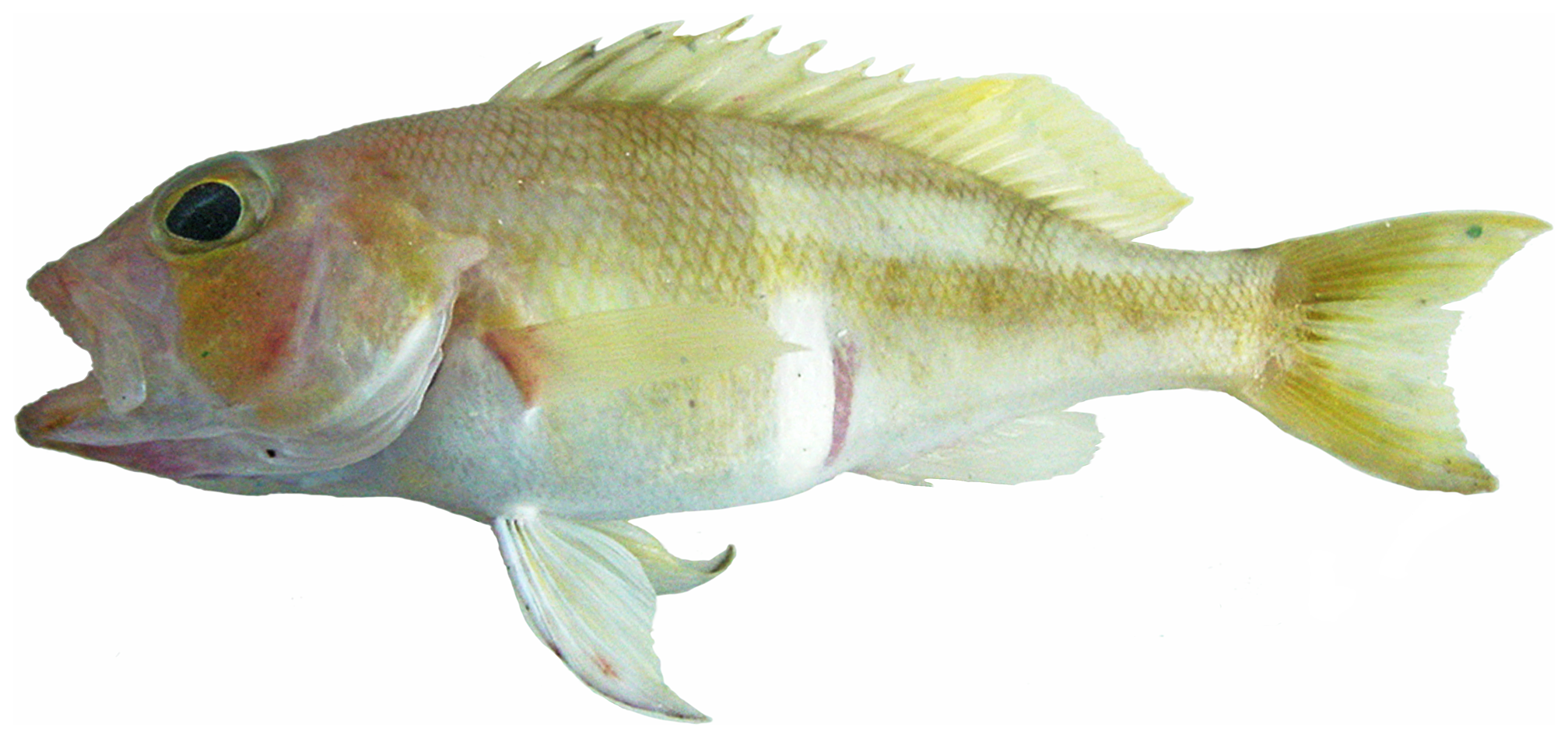
Serranus notospilus
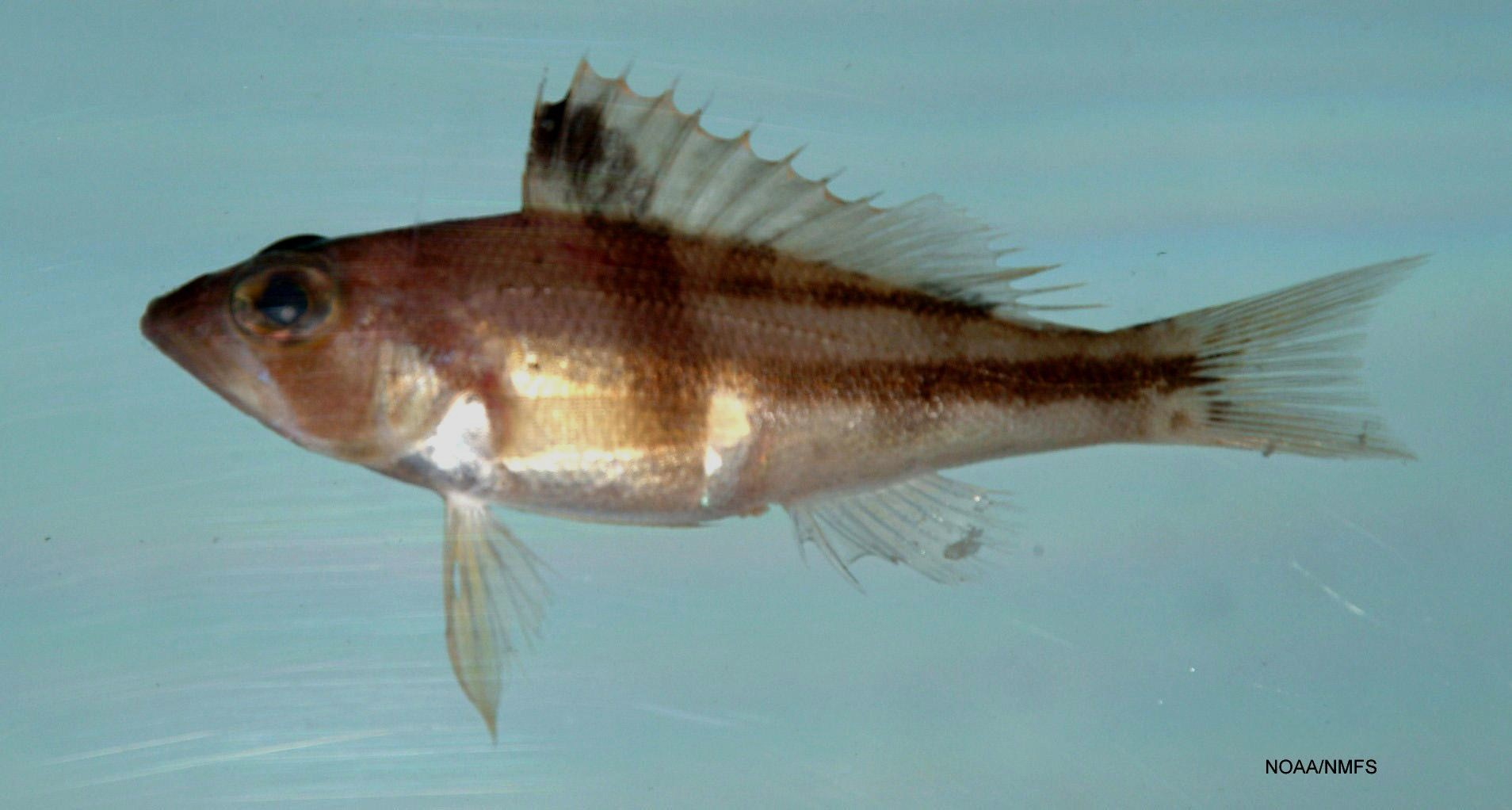
Serranus phoebe
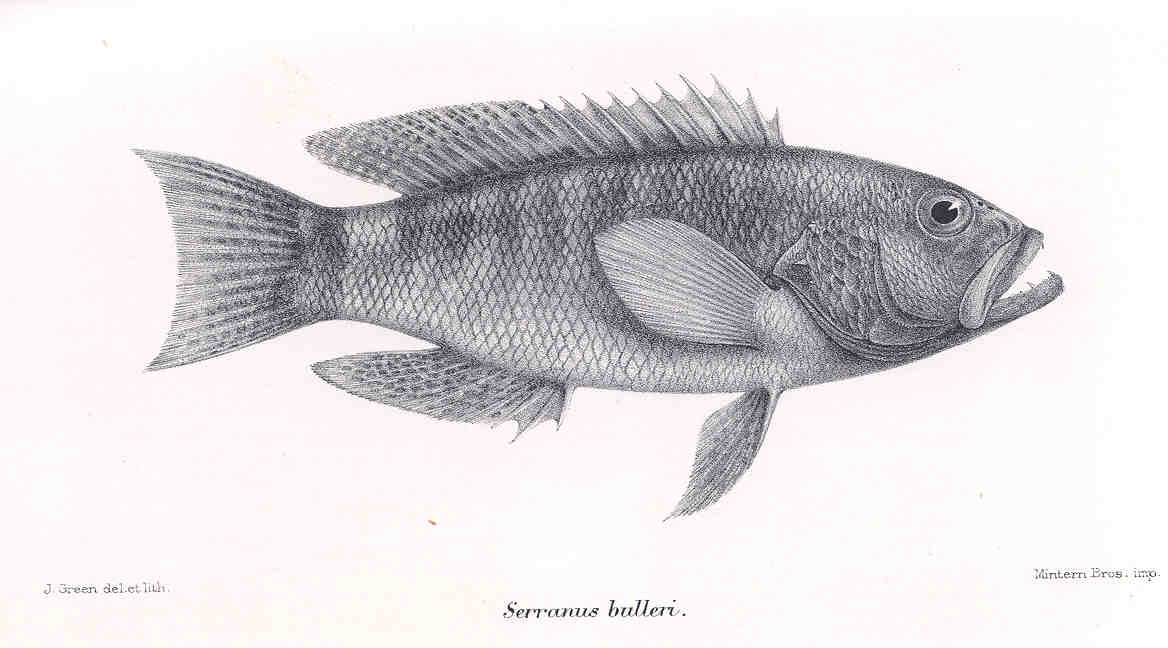
Serranus psittacinus
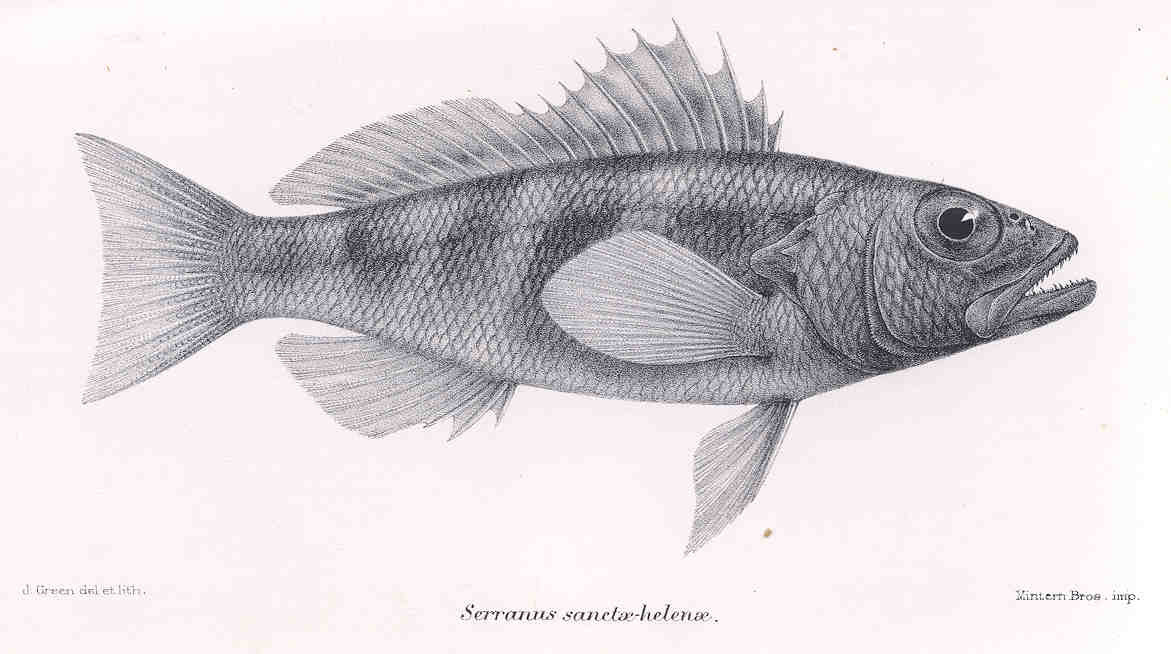
Serranus sanctaehelenae
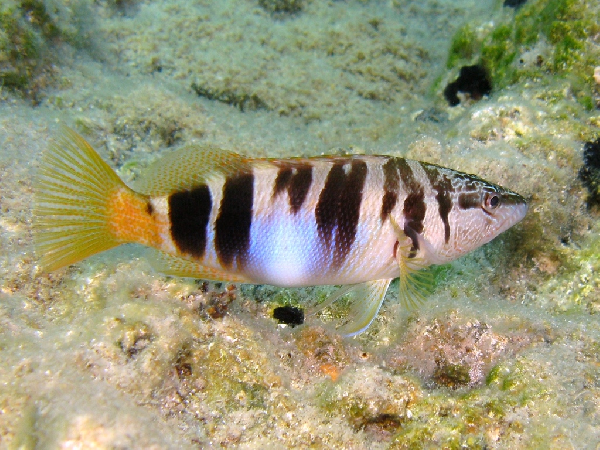
Serranus scriba
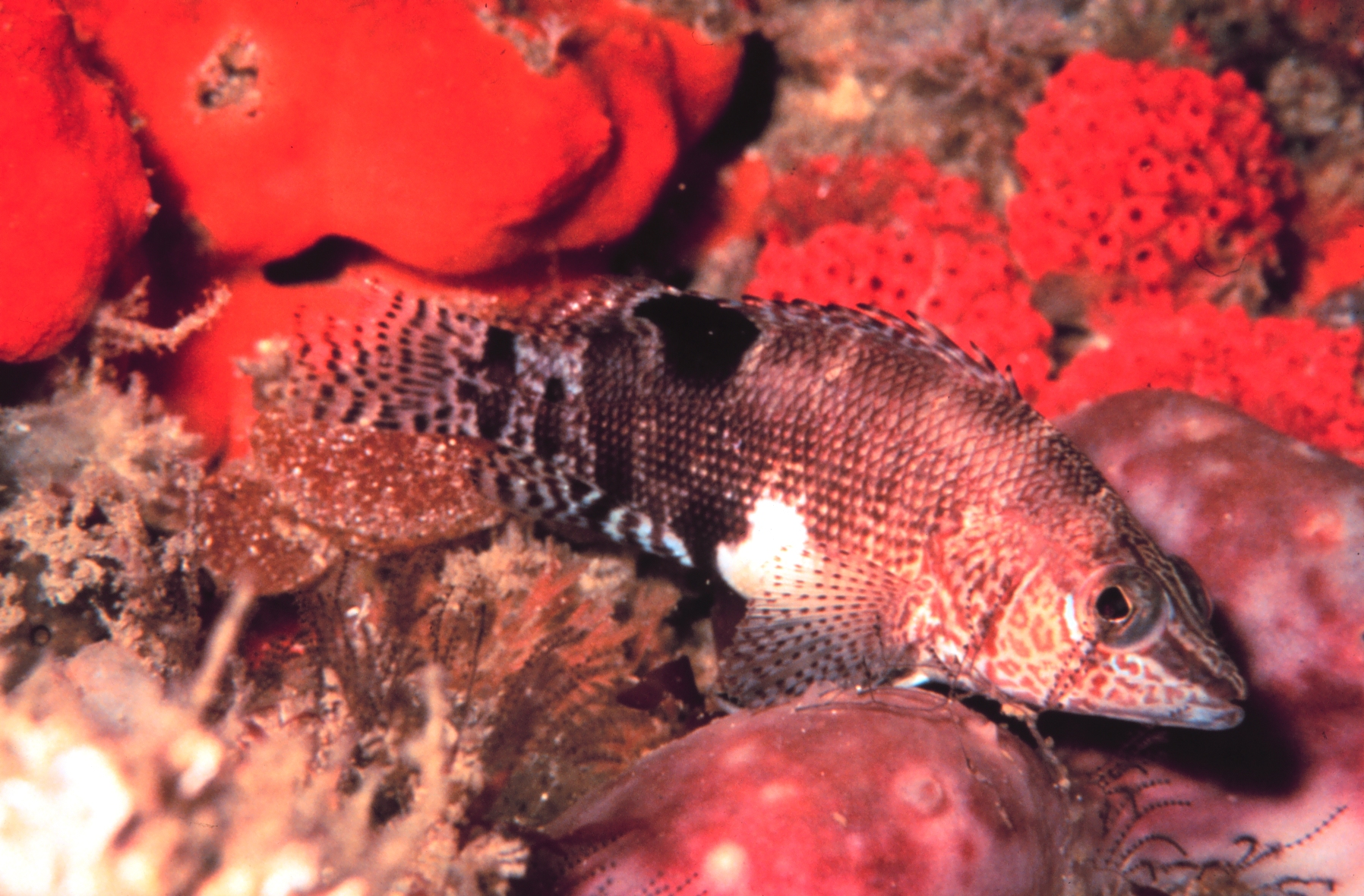
Serranus subligarius
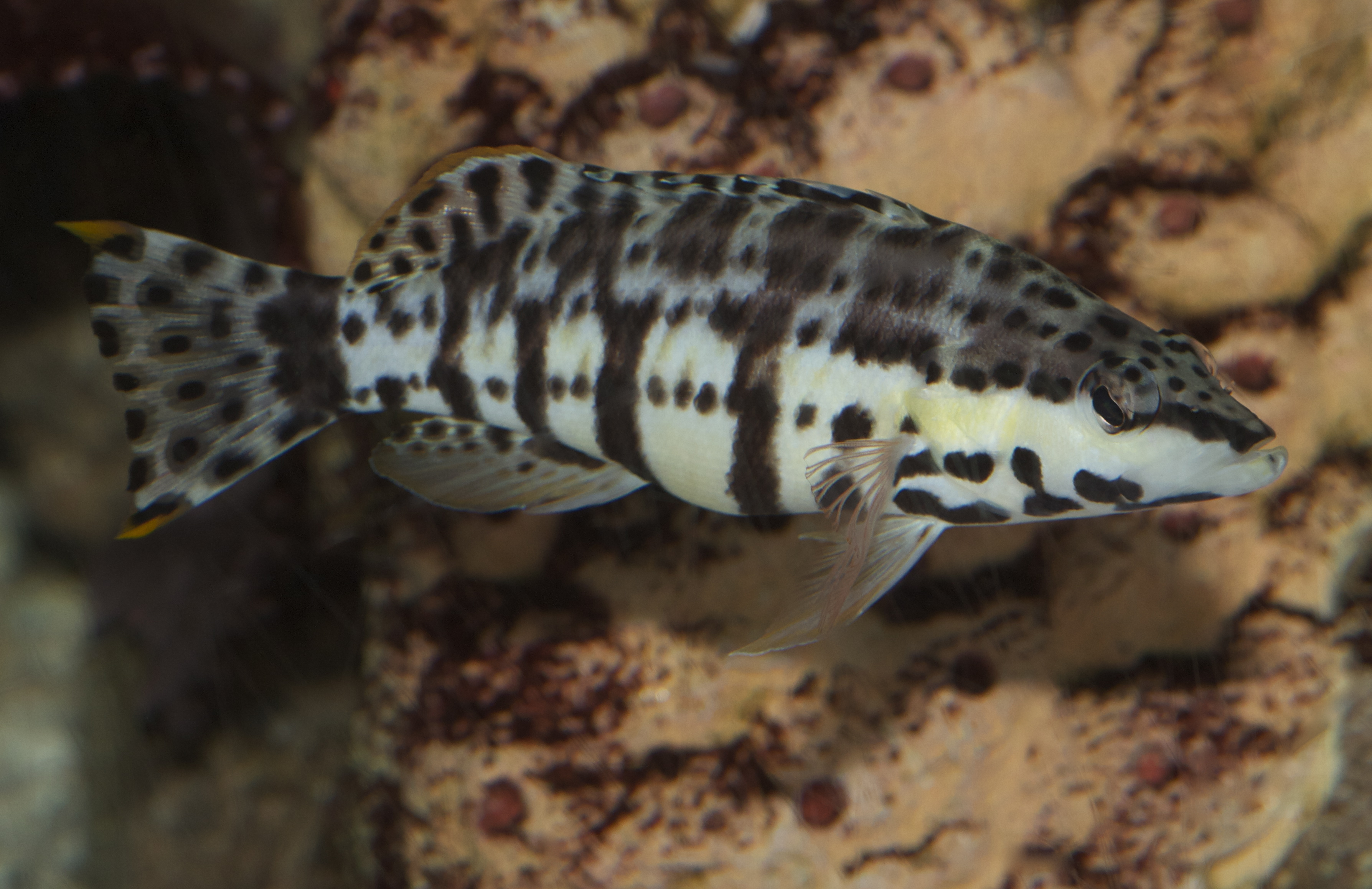
Serranus tigrinus
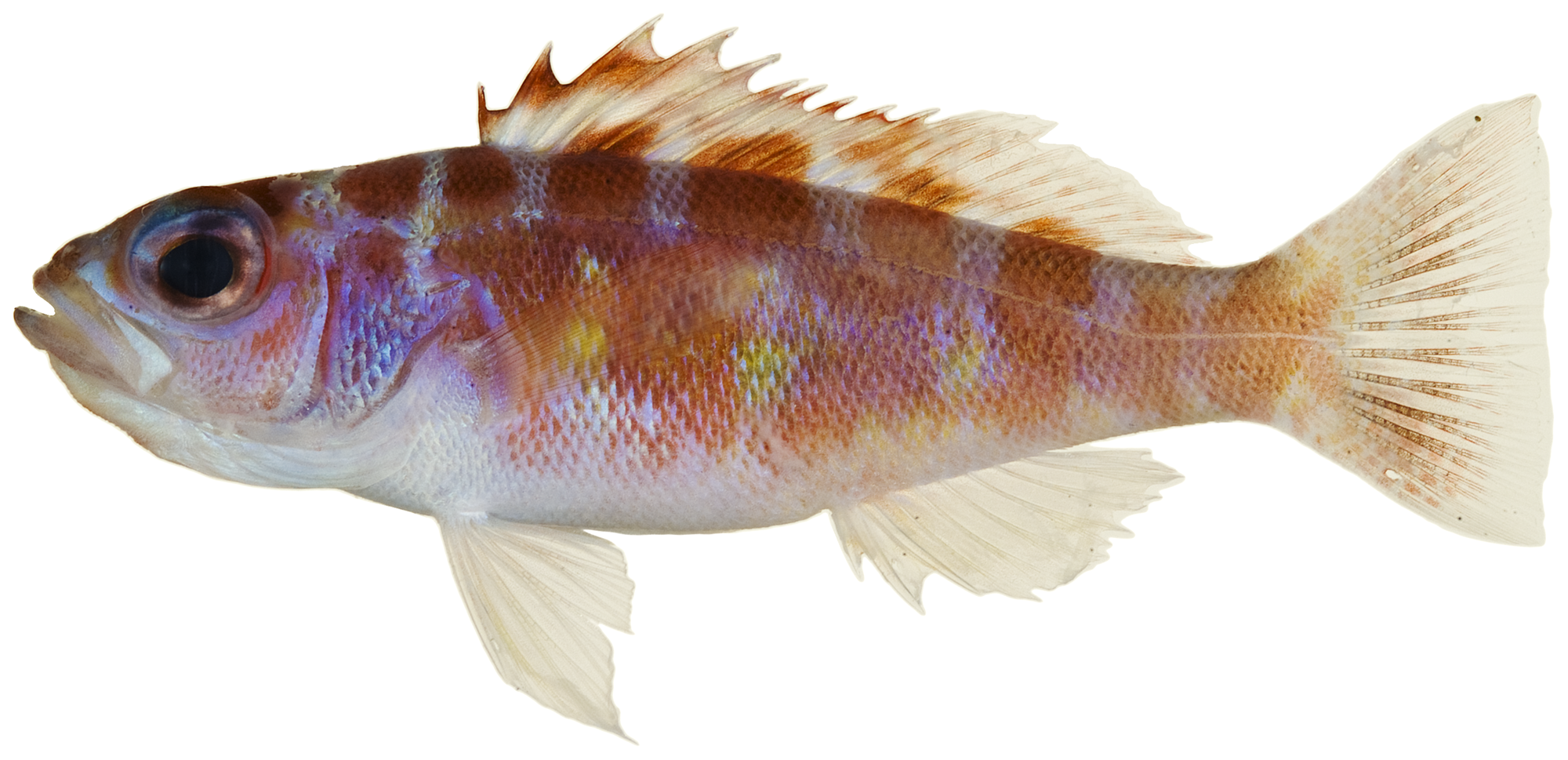
Serranus tortugarum